# Чернікув-Карський
Чернікув-Карський (пол. Czerników Karski) — село в Польщі, у гміні Опатув Опатовського повіту Свентокшиського воєводства.
Населення — 88 осіб (2011).

## Демографія
Демографічна структура на день 31 березня 2011 року:
|          | Загалом | Допрацездатний вік | Працездатний вік | Постпрацездатний вік |
| -------- | ------- | ------------------ | ---------------- | -------------------- |
| Чоловіки | 45      | 10                 | 30               | 5                    |
| Жінки    | 43      | 7                  | 26               | 10                   |
| Разом    | 88      | 17                 | 56               | 15                   |